# Caprioli újabb kalandjai
Caprioli újabb kalandjai Frithjof Fischer (Dieter Ott álnéven) 1966-ban írt ifjúsági kalandregénye. Magyarországon először 1971-ben a Móra Könyvkiadó gondozásában a Delfin könyvek sorozatban jelent meg Majtényi Zoltán fordításában.

## Történet
|  | Alább a cselekmény részletei következnek! |

A cselekmény ideje: 1715-1716
- Irány: Woolwich!

A Fantom – úton Szentpétervár felé – lelassult, mert a vízvonal alatt vastag kérget cipelt magán kagylókból és ezerféle tengeri herkentyűkből. Woolwichban, egy angol kikötőben megszabadították a fregattot a sok kölönctől. Caprioli mágikus úton érkező levelet kapott, amelyből megtudta, hogy az orosz a cárnak különleges ágyúkra van szüksége. A tűzmesterük, Borromäus egy újfajta puskaport kevert ki, a gróf pedig egy újfajta – üreges – ágyúgolyót. Caprioli a woolwichi arzenálban két hónap alatt nyolcvan új ágyúcsöveket öntetett a hajója és másik nyolcvan ágyút a cár számára. Elindultak a La Manche csatornán keresztül az Északi-tengerg felé.
- Egy viharkeselyű majd csak segít!

Az Északi-tengeren egy heves délkeleti szélvihar kapta el a Fantomot, nem tudtak átjutni a Skagerrakon. Egészen a vad Orkney-szigetek magasságáig sodorta őket a szél. Itt, az Északi-tenger magányában egyik óráról a másikra elállt a vihar. A Fantom vitorlái petyhüdten lógtak a rudakon. Az utazásban beállott újabb késedelem veszélyeztette Caprioli szentpétervári küldetését.
Szerencsére felfigyeltek egy arra kószáló viharkeselyűre, és a hajóhoz csalogatták, hogy a madár szárnycsapásait kihasználva kijussanak a szélmentes zónából. A veszélyes fenevad széttárt szárnyait Bull ötven rőfnyire becsülte. Levágták a legnagyobb ökröt, amelyet eleven útravalóként szállítottak magukkal. Azután a fedélzetre vitték, és ott elhelyezték a hajótat legkülső csücskén. A viharkeselyű repülését közben negyven fedélzeti löveg követte. Hamarosan lépre csalták a hatalmas madarat, mely messzire kimeresztett karmaival gondolatsebesen csapott le, hogy megragadja a Habakuk által feldobott húskoloncot. A madár Baba éles visításától megrémülve azonban nem tudta megkaparintani a húst, de nem akarta elszalasztani a csábító zsákmányt sem. Olyat csikorgott dühében, mint a pokol rozsdás kapuja, és a préda után vetette magát. Förgeteges szele azonban gyorsan hajtotta tovább a fregattot a hullámokon.
„Alig egy óra múlva eljutottak a Skagerrak bejáratához, és percekkel később láthatóvá vált Jylland északi csücske. Ekkor Caprioli megparancsolta szerecsenjének, hogy dobja az ökröt a tengerbe. Még mielőtt az elérte volna a víz színét,
a viharkeselyű karmai belevájódtak. Az ősvilági madár fölszárnyalt martalékával, és eltűnt a felhők között.
A Fantom innen jó széllel átvitorlázott a Kattegaton, az Öresundon, majd nemsokára a Balti-tenger hullámain túrta a tajtékot.”
- Caprioli köszöntője

1715. október elsejének hajnalán Szentpétervár lakosai kimondhatatlan rémületre ébredtek. Az emberek azt hitték, hogy a svédek rontottak rájuk, hogy bosszút álljanak a cáron, amiért betört az országukba. A káprázatos üdvlövéseket és apró zászlócskák százait a Fantom lőtte ki tisztelgésként. Péter cár, aki angol és holland hajóépítő-mestereinek új terveit tanulmányozta gyertyafénynél, is felfigyelt az egyre közelgő morajra és fényvarázsra. Megragadta az a hihetetlen távolság, amelyből az első lövéseket leadták, és az a roppant magasság, amelyben ennek a fregattnak a golyói robbantak. A hajóépítésben és a hadi tudományokban egyaránt járatos cár azonnal rájött, hogy a lövedékeket eddig teljesen ismeretlen fajtájú ágyúkból lőtték ki. Satanov (Satan Diaboli), az uralkodó kabinetminisztere érkezett, aki – megkésve – jelentette Caprioli érkezését. A cár rövid beszélgetés után a kikötőbe sietett, hogy azonnal megnézhesse a félelmetes teljesítményre képes ágyúkat.
- Tűzvarázs

Caprioli és Péter cár barátságosan üdvözölte egymást a Fantom fedélzetén, ahol a gróf további bemutatókat tartott az újfajta lőfegyverekkel. Sir Bruce, a hírneves skót tüzérségi mérnök és Satanov őexcellenciája is tanúja volt az újabb lenyűgöző lövéssorozatoknak. A cár tisztában volt Caprioli megbízatásával: azzal, hogy az oroszokat a törökök elleni támadásra kellene rávennie, mert ezzel szeretnék tehermentesíteni Eugen herceget Belgrád alatt. Péter cár azt is közölte, hogy számára a törökök jelenleg teljesen közömbösek, őt a svédek érdeklik. Ehhez a hadjárathoz szívesen megvásárolná Caprioli hatékony ágyúit. A gróf viszont csak a törökök elleni hadjárathoz volt hajlandó eladni a nyolcvan ágyút. Egy cseles bemutató bebizonyította, hogy a svédek ellen a fegyverek hatástalanok, míg a törökök ellen hatékonyak. Ám ezzel a meglepetéseknek még nem volt vége.
- A tét: nyolcvan ágyú!

A cár mindenképpen meg akarta venni a nyolcvan újfajta ágyút. Az ár: támadás Konstantinápoly ellen, legkésőbb négy héten belül. Az uralkodó szerint a kívánság teljesíthetetlen, hiszen a támadást Odesszából kellene indítania, ott állomásozik a fekete-tengeri flottája, de három hét múlva már itt az orosz tél. Hogyan vitesse el délre az ágyúkat, mielőtt leesik az első hó? Caprioli fogadást ajánlott, hogy ő maga viszi el a fekete-tengeri kikötőbe sértetlenül a nyolcvan ágyút négy héten belül, ha a cár kötelezi magát, hogy azután haladéktalanul a törökökre tüzeltet velük. Péter elfogadta a feltételeket, bár nem értette, azok ilyen időjárási viszonyok között hogyan teljesíthetők. Caprioli előállt még egy kéréssel: van Groenhagen, Paramaribo kormányzójának, a Holland Nyugat-indiai Társaság fejének adásvételi szerződéstervezetével. Minden prémárura, amelyet az Orosz Birodalom kikötőibe hoznak, a Társaság magas árakat kínál, és mindig arannyal fizet. A cár mosolyogva válaszolta, hogy már megkötötte ezt a szerződét Maximilian Fantoroso gróf közvetítésével, aki három hajóval járt itt két hónappal ezelőtt. A kedves és lenyűgöző fiatalember egy levelet is hátrahagyott Caprioli számára, melyet Satanov véletlenül valahol az íróasztalában felejtett.
- Az ördögi csel meghiúsul

A Fantomot felkészítették és átalakították, hogy bírja a kemény időjárási viszonyokat. A hajó erős szántalpakat és új kormányszerkezetet is kapott. Egy hét sem telt bele, és a fregatt már ismét útra készen horgonyzott a kikötőben. A búcsúkihallgatáson a cár orosz tábornokká és egyúttal a legfélelmetesebb hírű kozákezred parancsnokává nevezte
ki Capriolit. A grófot egy aranysújtásos egyenruhával és egy pompás kozákszablyával is megajándékozta. A hadiparancs az odesszai flotta főparancsnokának szólt, ami elrendelte, hogy a két vagy három legjobb orosz hajó ágyúit a Caprioli gróf által hozott lövegekkel helyettesítse, aztán pedig legalább harminc hadihajóból álló flottával támadja meg Konstantinápolyt.
Caprioli visszatért a hajójára és megnevezte az úti célt: irány Stockholm. A fogadókabinban meglepte Satanovot, aki Peregrinus íróasztalfiókjában kotorászott, a hadparancsot kerete. Caprioli fenyegetésére (és Habakuk hatalmas arab pisztolyainak köszönhetően) az ördögfajzat átadta Bilg levelét.
- Új irány: Odessza!

Huszonnégy órával később a Fantom már a Balti-tenger hullámait szántotta. Narva magasságában Caprioli módosította az irányt, dél-délnyugat felé kormányoztatta a hajót: Odessza felé. Hamarosan feltűnt a part, a hajó átvágtatott a vízről a szárazföldre, majd lélegzetelállító sebességgel száguldott a közben lebocsátott szántalpain a téli tájon. Ha kellett, körülvitorlázta a házakat és az erdőket, akárcsak a zátonyokat és a szigeteket a tengeren.
- Larissa!…

Habakuk felesége, a fekete Baba elárult egy titkot a grófnak, hogy Szentpétervár óta egy ügyes kisasszony segíti a munkájában. Caprioli Diaboli újabb mesterkedésére gondolt, de hamar kiderült, hogy Larissa van Groenhagen grófnő szállt fel az orosz fővárosban titokban a Fantomra. A gróf keresztlánya elmesélte eljegyzésüket Paramaribóban Bilggel, akivel Amszterdamban kellett volna találkoznia, de elkerülték egymást. A lány fiúruhában akart továbbutazni, de ekkor majdnem elrabolta Diaboli két cimborájával. Szentpétervárra utazott, de itt újabb kellemetlen meglepetés várta: Bilg ismét továbbvitorlázott Dél-Európa felé. Ekkor határozott úgy, hogy megvárja a Fantomot, és Cyps bácsikájával együtt utazik vissza Amszterdamba. A lány rémülten vette tudomásul hogy nem Hollandia felé hajóznak, hanem Odesszába. Caprioli átadta fia levelét, a lány tágra nyílt szemmel olvasta.
| Bilg levele | Bilg levele |
| --- | ----------- |
| Hőn szeretett Apámuram! Örömem nem ismer határt, amióta tudom, hogy életben van. De éppen olyan határtalan a boldogtalanságom is. Vajmi keveset tudok csak elmondani mindabból, ami a szívemet nyomja, mert el kell mennem innen, mégpedig gyorsan. A kapitányok már várják a parancsot, hogy fölszedjék a horgonyt. Paramaribóban eljegyeztem magam Larissával. Azután ön után indultam, hogy Szentpétervárott beleegyezését kérjem eljegyzésünkhöz. Diaboli őexcellenciája, aki a cár kabinetminisztere lett, bizalmasan közölte velem, hogy Ön útközben új rendelkezést kapott a cártól, és hogy ezért Franciaországba hajózott. Természetesen nem hittem neki. Tegnap a véletlen kezemre játszott egy levelet, egy szerelmes levelet, amelyet Larissa írt De Paukaully márkinak, aki itt a cár szolgálatában áll. Szerelme bizonyítékául egy hajfürtöt is küldött neki. Ha a márki ez idő szerint a cár ügyeinek intézése miatt nem Moszkvában tartózkodna éppen, nem menekülhetett volna kardom vagy pisztolyom elől: vagy ő, vagy én – egyikünk a porondon maradt volna. Mivel itt csak árulás és álnokság vesz körül, kétségbeesésemben elfogadtam a cár ajánlatát, hogy számára Itáliában és Görögországban bevásárlásokat eszközöljek. Néhány perc múlva három brigantinunkkal elhagyom Szentpétervárt. Bármennyire is vágyik rá a szívem, hogy viszontlássam önt, nem bírok Amszterdamba menni. Soha többé nem akarok találkozni a hűtlen Larissával. Bocsássa meg, kedves Apámuram, hogy nem tudok várni önre – fájdalmam világgá kerget. Isten óvja önt, és irányítsa úgy utamat, hogy valahol a világban még találkozzunk. Változatlan szeretettel maradok engedelmes fia, Maximilian, akit Bilgnek hívnak Utóirat: nem visz rá a lelkem, hogy eldobjam Larissa hajfürtjét. De mert nem nekem szánták, magamnál sem tarthatom. Mellékelem ehhez a levelemhez. – Caprioli újabb kalandjai (64. oldal) |             |

Larissa könnyben ázó szemét látva a gróf határozottan tudta, hogy a lány szerelmes levele csak Diaboli hamisítványa lehetett, a Bilgnek korábban adott hajfürtöt pedig megkaparintotta valahogy. Mindketten hittek benne, hogy a szeretet semmivé fogja tenni Diaboli gazságait.
- Farkasok s egy mesterlövés

Larissa kérésének engedve Caprioli felvette az új tábornoki egyenruháját, de a régi bőrnadrágját magán hagyta. Orkán közeledett, ráadásul alkonyodott, így alig látták a terepet. Azonnal bevonták be a vitorlákat, és kivetették a horgonyokat. A Fantom lett az első hajó, amely szárazföldön vészelt át egy nagy vihart. Nehéz gerendákból álló rudazatot is kibocsátottak, amelyekre az oldalsó szántalpakat erősítették. Amikor a Fantom megállt, elpihent a fehér pusztaságon, a hóba támaszkodó oldalsó szántalpai tartották. Caprioli elrendelte, hogy tűzmester töltesse meg
azonnal az összes ágyút: a fedélzeti ütegeket az új villámlőszerrel, a fedélköz lövegeit pedig tömör golyókkal. Minden embert, akinek nincs dolga a lövegeknél, felfegyvereztek pisztollyal, muskétával, karddal, vastag prémbundákkal és -süvegekkel. Az orkán tombolását kibírta a fregatt, de közben a Fantomot teljesen belepte a hó. A legénység fele utat lapátolt a fedélzeten a havon át; a másik fele a korlátok körül eloszolva vadul tüzelt a farkasokra. Ezeknek a fenevadaknak több száz főnyi falkája támadta meg a Fantomot. Egy jól fejlett borjú nagyságú csikasz megtámadta Larissát, de Caprioli mesteri lövéssel ártalmatlanná tette a farkast.
- Egek, a nadrágom!

Szíriusz, a tengeri mén megérezte a farkasszagot, és kitört az istállóból. Caprioli mellette termett, megragadta a sörényét, és felpattant a hátára, de az állat nem nyugodott meg, hanem elnyargalt lovasával a messzeségbe.
Nem használt sem a csitítás, sem a szép szó. Hosszú idő múlva csillapodott csak a száguldás, baktatássá vált, majd a remek tengeri ló megállt, Caprioli szeme láttára fagyott jégtömbbé. A gróf pár száz mérföldnyire lehetett a Fantomtól, szerencséjére rövid gyaloglás után hamarosan egy kis tanyához ért. A parasztok befogadták, és a menekült rögtön mély álomba merült. A gróf kora reggel kipihenten ébredt, de a rénszarvasbőr nadrágját sehol nem találta. A hiábavaló kutakodás után kiderült, hogy a nadrág a holdtölte varázslatos éjszakáján elindult a mén keresésére. Meg is találta, és régi szokása szerint felpattant a hátára. A nadrág forró szeretete és hősége annyira megmelegítette Szíriusz szívét, hogy az megint dobogni kezdett, és az ördögi hidegben jéggé fagyott teste fölengedett. Akkor a rénszarvasbőr visszavezette őt urához. Mivel Szíriusz sarkvidéki állat volt, a pokoli fagy megdermesztette ugyan, de elpusztítani nem tudta. Az öregek fejedelmi ajándékot kaptak, és a kiadós reggeli után Caprioli visszaindult a hajójához.
- Dermedt lángok

A gróf viharsebesen száguldott erdőn-völgyön át vissza a hajóhoz. Útközben egy csapat kozákot pillantott meg, akik összekuporodva gubbasztottak lobogó tüzeik körül. A katonák saját ezredének egyenruháját viselték. A katonák egy része álmélkodva tisztelgett, amikor felismerte az óriási mén nyergében feléjük poroszkáló grófot. A kapitányuk elmondta, hogy irtózatos hóvihar lepte meg őket, az osztagával együtt elszakadtak a regimenttől, és eltévedtek. Az ezredesük azt a parancsot kapta a cártól, hogy foglaljanak el egy kalózhajót, amelyik belefagyott a Csúd-tóba, a rablóvezért és a legénységet vigyék Szentpétervárra. 
Caprioli kiderítette, hogy közvetlenül nem a cártól, hanem Satanov őexcellenciájától kapta az ezredes a parancsot. A kapitány azt is közölte, hogy bár a társzekereinket megóvták, bőségesen van elemózsiájuk és tüzelőjük, de az emberei lassanként megfagynak a tűznél. A lángok már nem melegítenek, sőt, még az üstökben levő víz sem forr fel. A fahasábok fehéren izzva
parázslottak el, a lángok nem melegítettek, még a katlanban sem indult forrásnak a leves. Caprioli vizsgálódva dugta kezét a lobogó lángba: alig volt meleg. Az ördög űzött velük újabb tréfát. A gróf kardot rántott, és aprítani kezdte a lángokat, a kozákokat is erre biztatta, akik hamarosan máglyákba rakták a kókadt lángokat. Ekkor Diaboli ördögi képe vigyorgott feléjük a megmerevedett lángok közül. Caprioli ekkor villámsebesen előkapta pisztolyát, és belelőtt az ördögpofa homlokának kellős közepébe! Amikor a merevre fagyott lángnyalábok dühöngő izzásra lobbantak, és perzselő forróságot árasztottak, akkor a katonák örömrivalgásban törtek ki. Megmenekültek. A kozákok nemsokára kedvükre lakmároztak és iszogattak, vidáman idézgették generálisuk csodálatos tetteit, amelyeknek odahaza, szülőfalujukban már mesebeli, legendás híre kelt.
- Parancsára, tábornok úr!
- A Fantomból rakéta lesz
- Meglepetések!
- Odessza ostroma
- Konstantinápolyba tüsszentve…
- A kardművész
- Ali Habas rablóvezér balszerencséje
- Szakad a nagyvezír hálója
- Elcserélt fejek
- A jó barátok erősebbek az ágyúknál
- Gondolkodjunk csak!…
- Caprioli leszámol a szultánnal
- Felhők közt Belgrádig
- Caprioli elfog ezer török lovast
- Ágyúdörgés a zabostarisznyából…
- Árulás és áttörés
- Gazdag zsákmány
- Bilg hazatér
- Káprázatos ünnepség Fantorosóban

|  | Itt a vége a cselekmény részletezésének! |

## Szereplők
- Caprioli Cyprian Amadeus gróf — osztrák szolgálatban álló titkos diplomata, Fantoroso várának ura, a pompás Fantom fregatt tulajdonosa

### A gróf útitársai
- Peregrinus — a gróf öreg magyar komornyikja
- Habakuk — a gróf szerecsen testőre
- Baba — Habakuk igen erélyes felesége

### A Fantom tisztjei
- Frank Bull – a Fantom kapitánya
- Bagótpök – a Fantom kormányosa
- Fütykösicce – a Fantom fedélzetmestere
- Forgács bátyó – hajóács
- Borromäus – a Fantom tűzmestere, fölöttébb leleményes elme; régebben kalóz volt

### Akikkel csak futólag találkozunk
- Péter cár – I. Péter orosz cár, akit utóbb Nagy Péternek neveztek, Oroszország cárja
- Satanov őexcellenciája – a cár kabinetminisztere: egy ugyan veszélyes, de végső soron ostoba ördög (igazi neve Satan Diaboli)
- Sir James Bruce – az orosz tüzérség és mérnökkar skót szervezője
- Savoyai Eugen herceg – osztrák tábornagy
- Fantoroso Maximilian gróf– tengerészhadnagy, Caprioli gróf fia, másként Bilg
- Larissa van Groenhagen grófnő – Bilg menyasszonya
- Pieter van Groenhagen – Holland Guyana kormányzója, dúsgazdag nagykereskedő, a Holland Nyugat-indiai Társaság koronázatlan királya, Caprioli ifjúkori barátja, Larissa apja
- Lieven báró – kurlandi nagybirtokos, Caprioli ifjúkori barátja, jelenleg (1715-1716) Odessza erődjének és a fekete-tengeri orosz hadiflottának a parancsnoka
- A szultán – Törökország uralkodója
- Dierk Opzoom – Bilg három brigantinjának, a Larissának, a Bilgnek és a Capriolinak a sorhajókapitánya
- Claas van Dammen – a Zaandam kapitánya

### A hajók
- Fantom – nyolcvanágyús fregatt, Caprioli vezérhajója
- Larissa, Bilg, Caprioli – három brigantin, átkeresztelt régebbi kalózhajók, Bilg tulajdonában (de ezt ő még nem is tudja)
- Gondviselés – a cár ötvenágyús vezérhajója, melyet hollandok és angolok építettek, a Fantom után az akkori idők legnagyobb hadihajója
- Zaandam – a Holland Nyugat-indiai Társaság visszahódított kereskedelmi hajója

### A tengeri lovak
- Szíriusz, Stella, Bella és az utóbbi csikaja, Bellina

## Magyarul
- Dieter Ott: Caprioli újabb kalandjai. Regény; ford. Majtényi Zoltán, ill. Benkő Sándor; Móra, Bp., 1971 (Delfin könyvek)